# Polydistortion
Polydistortion — drugi album studyjny islandzkiej grupy GusGus, a zarazem pierwszy wydany nakładem Warner Bros. Records. Premiera odbyła się 8 kwietnia 1997 roku. Większość utworów zamieszczonych na płycie była już wydane na albumie Gus Gus z 1995 roku.

## Lista utworów
1. "Oh (edit)" (1:17)
2. "Gun" (6:08)
3. "Believe" (7:18)
4. "Polyesterday" (4:52)
5. "Barry" (5:58)
6. "Cold Breath '79" (6:43)
7. "Why?" (4:04)
8. "Remembrance" (8:07)
9. "Is Jesus Your Pal?" (3:34)
10. "Purple" (8:02)
11. "Polybackwards" (5:01) [ukryty utwór]

### Bonus CD
1. "Cold breath '79 (Husmix)" (5:02)
2. "Believe (16B Remix)" (7:23)
3. "Believe (LFO Remix)" (5:11)
4. "Polydistortion" (8:06)

Piosenki "Believe", "Why?", "Remembrance", "Is Jesus Your Pal?" i "Purple" można również usłyszeć na poprzednim albumie grupy, Gus Gus (1995) w takiej samej wersji.